# Feuillants
Pour les articles homonymes, voir Club des Feuillants.
Les Feuillants (Folietani, en italien) sont les membres d'un ordre monastique bernardin  de la règle de Cîteaux, issu de l'ordre des Cisterciens. L'ordre tenait son nom de l'abbaye cistercienne de Notre-Dame de Feuillant dans l'ancien diocèse de Rieux près de Toulouse (Haute-Garonne).

## Historique
Fondée vers 1145, devenue commendataire en 1493 et livrée au gouvernement de séculiers étrangers à la vie monastique, cette abbaye passe ainsi en 1562 aux mains de Jean de la Barrière (1544-1600). Converti, celui-ci décide d'y vivre personnellement comme moine (1573) et, devenu effectivement abbé (1577), entreprend de restaurer l'ancienne observance. D'autres maisons adoptent sa réforme : ils devaient avoir la tête et les pieds nus, dormir sur des planches, manger à genoux, s'imposer des privations surhumaines ; par la suite, l'austérité de cette règle fut adoucie.
Mais l'opposition est telle, au sein même de l'ordre cistercien, qu'il faut en venir à une autonomie totale. Feuillant donne alors son nom aux religieux de l'ordre dont il est devenu la tête.
À la demande d'Henri III une communauté fut établie à Paris, entre les rues Saint-Honoré, Castiglione et Rivoli, près du palais des Tuileries, en 1587 ; ce couvent connut un grand développement et ses religieux prirent une part active aux guerres civiles du temps de la Ligue : Bernard de Montgaillard, dit le Petit Feuillant, se signala surtout par la véhémence de ses sermons. La lutte finie, Henri IV les traita avec bienveillance. Ce couvent, devenu la tête de l’ordre, prit le vocable de Saint Bernard de la Pénitence.
En 1595, le Pape approuve les Constitutions de Jean de la Barrière. Au début du XVIIe siècle, des abbayes feuillantines sont fondées dans plusieurs grandes villes du royaume comme Marseille, Lyon ou Poitiers. Les Feuillants portaient une robe blanche avec un capuce blanc.
Des moines comme dom Sans de Sainte-Catherine, dom Eustache de Saint-Paul y font figure de grands directeurs spirituels au temps de ce que Brémond a appelé « l'invasion mystique ».
En 1630, le pape Urbain VIII sépara les Feuillants d'Italie, sous le nom de Réformés de Saint-Bernard, des Feuillants de France.
L'ordre ne compta jamais plus de deux monastères féminins, l'un fondé à Montesquieu-Volvestre en 1588 puis transféré à Toulouse, l'autre, le couvent des Feuillantines de Paris, établi dans le faubourg Saint-Jacques en 1622. Victor Hugo a évoqué ces feuillantines[réf. nécessaire].

### Disparition
En 1789, Les Feuillants ne comptaient plus en France que 162 religieux répartis en 24 maisons. L'ordre fut dissous en 1791.
À la Révolution, la Constituante installa ses bureaux chez les Feuillants de Paris et le Club des Feuillants, club politique qui groupait modérés et monarchistes constitutionnels y trouva également son lieu de réunion.
Le monastère hébergea Louis XVI et les siens du 10 au 12 août 1792.

## Liste des abbés de Notre-Dame de Feuillant
Les abbés de Notre-Dame de Feuillant ne sont supérieurs de l'ordre des Feuillants qu'à partir de la création de ce dernier, sous l'abbatiat de Jean de la Barrière, en 1562.
- 1145-1157 : Rainulphe I
- 1157-1167 : Bernard I
- 1167-1174 : Guillaume I
- 1174-1179 : Raymond I
- 1179-1203 : Thibaud I
- 1203-1205 : Aymon I
- 1205-1206 : Ogier I
- 1206-1209 : Aymon II
- 1209-1210 : Rainulphe II
- 1210-1211 : Aymon III
- 1211-1212 : Thibaud II
- 1212-1213 : Martin de Saint-Félix
- 1213-1214 : Aymon IV
- 1214-1216 : Guillaume II
- 1216-1217 : Raymond II
- 1217-1221 : Arnaud I
- 1221-1222 : Pierre I
- 1222-1225 : Arnaud II
- 1225-1226 : Albert
- 1226-1231 : Ogier II
- 1231-1240 : Alphonse
- 1240-1242 : Arnaud III de Brantaléon
- 1242-1249 : Matthieu I de Saint-Félix
- 1249-1250 : Arnaud IV Garcie
- 1250-1252 : Thibaud III
- 1252-1255 : Guillaume III d’Aure
- 1255-1269 : Ogier III
- 1269-1271 : Arnaud V Garcie
- 1271-1272 : Adhémar de Francon
- 1272-1273 : Arnaud VI Garcie
- 1273-1275 : Ogier IV
- 1275-1281 : Jean I de Bologne
- 1281-1285 : Bonhomme
- 1285-1324 : Eudes de Casaux
- 1324-1339 : Arnaud VII Guillaume de Villemomble
- 1339-1348 : Guillaume IV Arnaud de Falgar
- 1348-1353 : Raymond III Aton de Sès
- 1353-1355 : Guy
- 1355-1368 : Jean II de Falgar
- 1368-1400 : Bernard II de Calmon
- 1400-1420 : Jean III de Tornecy
- 1420-1428 : Jean IV de Pequaymond
- 1428-1433 : Jean V de Pognane
- 1433-1450 : Jean VI de Pequaymond
- 1450-1455 : Sanche de Lagousan
- 1455-1462 : Jacques Clerc le Bourguignon
- 1462-1493 : Arnaud VIII de Calvière de Saint-Césaire
- 1493-1499 : Jean VII de Morar
- 1499-1505 : Guillaume V de Bonneval
- 1505-1516 : Pierre II de Trilhe
- 1516-1522 : Pierre III de Caupène
- 1522-1527 : Jean VIII Bernard
- 1527-1539 : Bernard III de Labadie
- 1539-1550 : Bernard IV d’Ornessan
- 1550-1562 : Charles I de Crussol d’Uzès
- 1562-1600 : Jean IX de La Barrière
- 1600-1610 : Jean X de Vallades
- 1610-1611 : Marc-Antoine Monier
- 1611-1614 : Jean XI de Saint-Malachie
- 1614-1620 : Jean XII de Saint-Guilhem
- 1620-1625 : Charles II de Sainte-Marie
- 1625-1628 : Matthieu II de Saint-Gérard
- 1628-1634 : Charles III Vialart  (1)
- 1634-1637 : Charles IV Lausan
- 1637-1643 : Charles III Vialart  (2)
- 1643-1649 : Matthieu III Maillos  (1)
- 1649-1654 : Arnaud IX Trapier
- 1654-1660 : Matthieu III Maillos  (2)
- 1660-1666 : Arnaud X Boc
- 1666-1672 : Cosme Roger
- 1672-1678 : Pierre IV Roger
- 1678-1681 : Jean XIII David Toutsens
- 1681-1687 : Jean-Baptiste I Pradillon
- 1687-1689 : Antoine Frémicour
- 1689-1699 : Jean XIV Briard
- 1699-1702 : Jean-Baptiste II Pradillon
- 1702-1705 : Nicolas de Sainte-Scholastique
- 1705-1711 : Jean XV Granier
- 1711-1767 : Louis Palarin
- 1767-1791 : Blaise Donat

## Abbayes
- Abbaye des Feuillants.
- Abbaye Notre-Dame du Val.
- Abbaye Saint-Mesmin de Micy.
- Abbaye d'Abondance.
- Abbaye Saint-Eusice de Selles-sur-Cher, dite aussi abbaye Notre-Dame-la-Blanche de Selles-sur-Cher (moines) au diocèse de Bourges, abbaye bénédictine vers 542, puis augustinienne en 1145, et feuillantine en 1613, commune de Selles-sur-Cher, Loir-et-Cher.
- Abbaye de Lachalade et sa fille l'abbaye de Chéhéry.
- Abbaye de Valvisciolo (Italie).
- Couvent des Feuillants de Blérancourt.
- Couvent des Feuillants de Paris. Le noviciat, dit second couvent ou couvent des Feuillants du faubourg Saint-Michel, était installé rue d'Enfer au faubourg Saint-Michel.
- Couvent des Feuillants de Lyon, reste un escalier.
- Couvent des Feuillants de Marseille[1].
- Couvent Saint-Étienne des Feuillants du Plessis-Piquet du Plessis-Robinson[2].
- Couvent des Feuillants de Poitiers[3].

## Feuillants célèbres
- Jean de La Barrière (1544-1600), abbé et réformateur de l'abbaye Notre-Dame de Feuillant.
- Bernard de Montgaillard (1562-1628), abbé d'Orval.
- Dom Sans de Sainte Catherine (1570-1629), auteur d’écrits spirituels[4].
- Eustache Asseline, dit Dom Eustache de Saint-Paul (1575-1640), théologien.
- Jean Goulu (1576-1629), helléniste et traducteur.
- Pierre de Saint-Joseph (1594-1662), professeur au couvent des Feuillants à Paris, théologien, adversaire du jansénisme.
- Giovanni Bona (1609-1674), cardinal.
- Cosme Roger (vers 1615-1710), évêque de Lombez.
- Jean Baseilhac, dit frère Cosme (1703-1781), chirurgien et lithotomiste.